# Saint-Priest-Ligoure
Saint-Priest-Ligoure is een gemeente in het Franse departement Haute-Vienne (regio Nouvelle-Aquitaine) en telt 567 inwoners (1999). De plaats maakt deel uit van het arrondissement Limoges.

## Geografie
De oppervlakte van Saint-Priest-Ligoure bedraagt 40,1 km², de bevolkingsdichtheid is 14,1 inwoners per km².
De onderstaande kaart toont de ligging van Saint-Priest-Ligoure met de belangrijkste infrastructuur en aangrenzende gemeenten.

## Demografie
Onderstaande figuur toont het verloop van het inwonertal (bron: INSEE-tellingen).